# Krutikhinsky (huyện)
Huyện Krutikhinsky (tiếng Nga: ? райо́н) là một huyện hành chính tự quản (raion), của Vùng Altai, Nga. Huyện có diện tích 2044 km², dân số thời điểm ngày 1 tháng 1 năm 2000 là 21000 người. Trung tâm của huyện đóng ở Krutikha.